# IWI Galil
Pour les articles homonymes, voir Galil.
 (avril 2018).
Si vous disposez d'ouvrages ou d'articles de référence ou si vous connaissez des sites web de qualité traitant du thème abordé ici, merci de compléter l'article en donnant les références utiles à sa vérifiabilité et en les liant à la section « Notes et références ».
Le Galil est un fusil d'assaut de conception israélienne et fabriqué par les Israel Weapon Industries (IWI).
Conçu par Yisrael Galil, de son vrai nom Israel Blashnikov (il a pris le nom de son arme), ce fusil utilise la munition 5,56 mm OTAN dans ses versions les plus courantes mais il existe aussi en 7,62 OTAN. Sa mécanique est empruntée à l'AK-47. Il est actuellement fabriqué en Colombie sous licence, par Indumil.

## Historique
Le projet du Galil débuta après la guerre des Six Jours et opposa deux prototypes. La version définitive choisie par Tsahal était basée sur le RK 62 (une variante finnoise de l'AK-47). Les premières livraisons aux unités eurent lieu en 1974, après la guerre du Kippour. Le Galil ARM original est fabriqué localement par les IMI à l'exception de la carcasse fournie pour les premiers fusils par Valmet. Le Galil est la synthèse de modèles étrangers. La crosse repliable et la poignée-pistolet sont reprises du FAL qu'il remplaça. La munition est celle du M16. Cette première version peut tirer des grenades à fusil.

## Utilisation par Tsahal
Le Galil connut son banc d'essai lors de l'opération Paix en Galilée en 1982. Celle-ci montra les défauts du fusil. Il fut partiellement remplacé par les fusils américains M16A1 et M16A2 pour les fantassins ; les commandos préférant les carabines CAR-15 et Colt M-4 et M-4A1.
Ces armes ont respectivement été fournies à bas prix à partir de 1973, 1977 et 1990 par les États-Unis au titre de l'assistance militaire. La plupart de la production des Galil est utilisée par les unités de l'artillerie mécanisée et des blindés.

## Utilisateurs

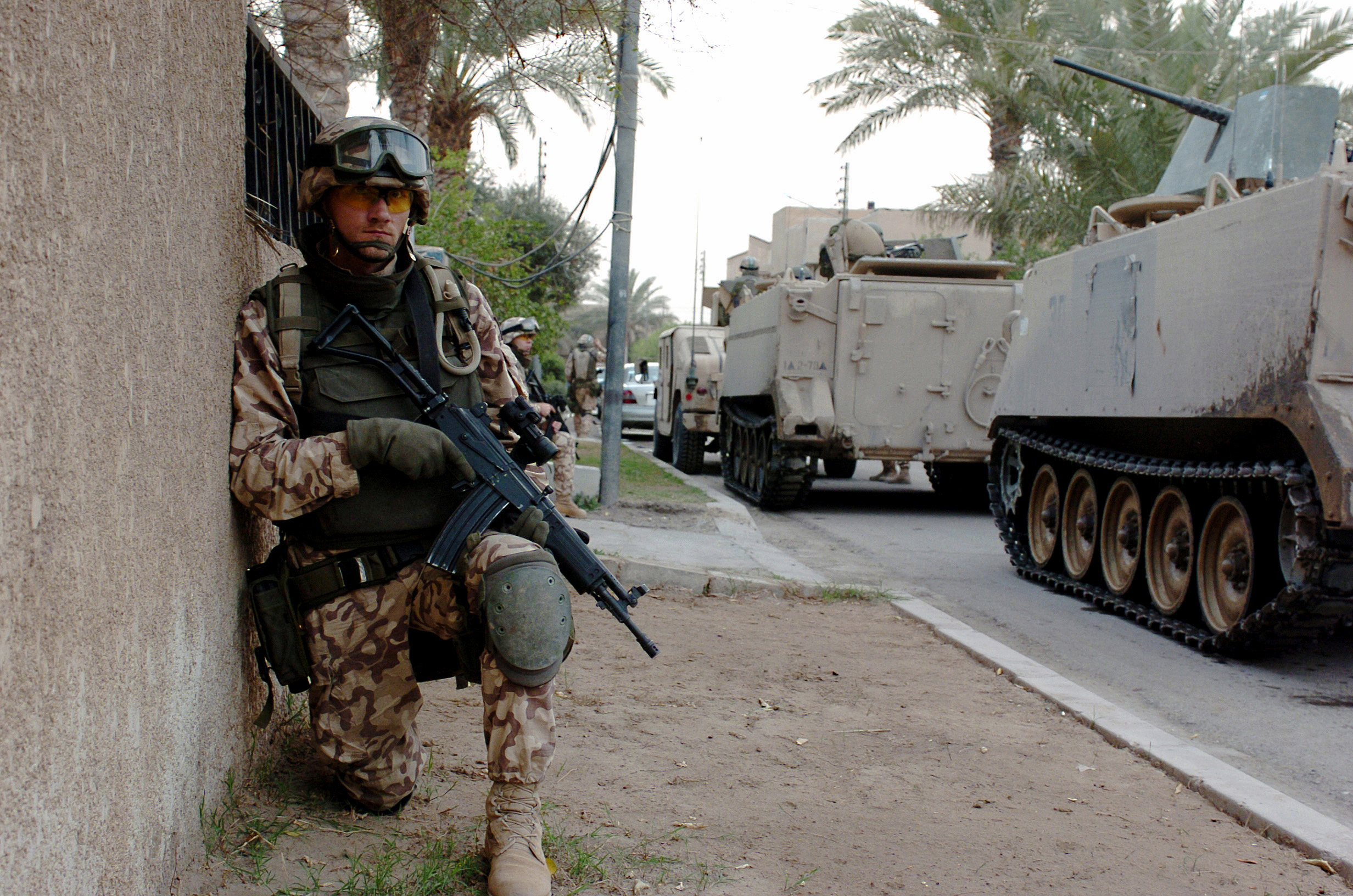
Soldat estonien armé d'un Galil SAR en zone urbaine.

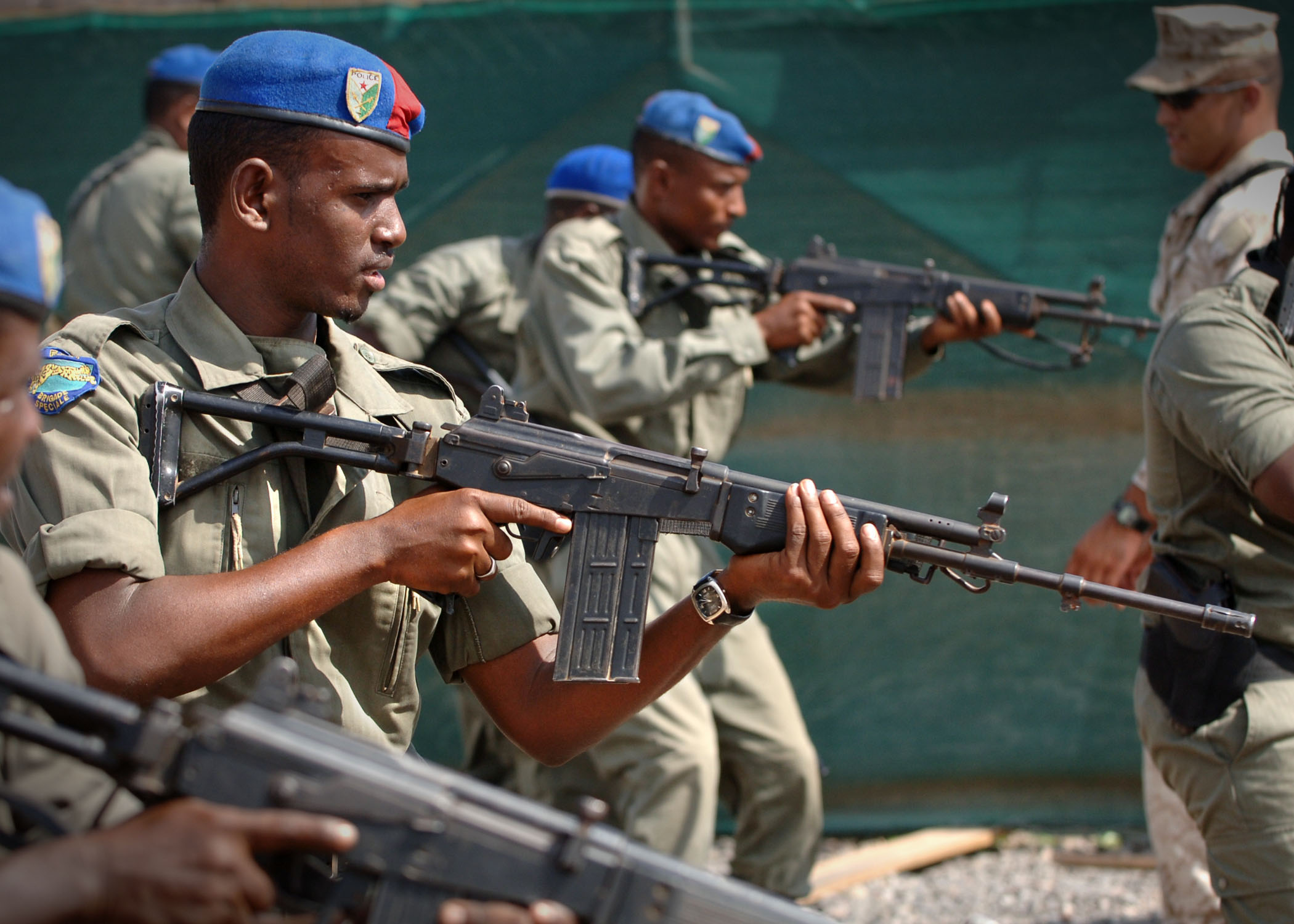
Membres de la Police Nationale de Djibouti s'entrainant avec le Galil AR 7.62 mm.

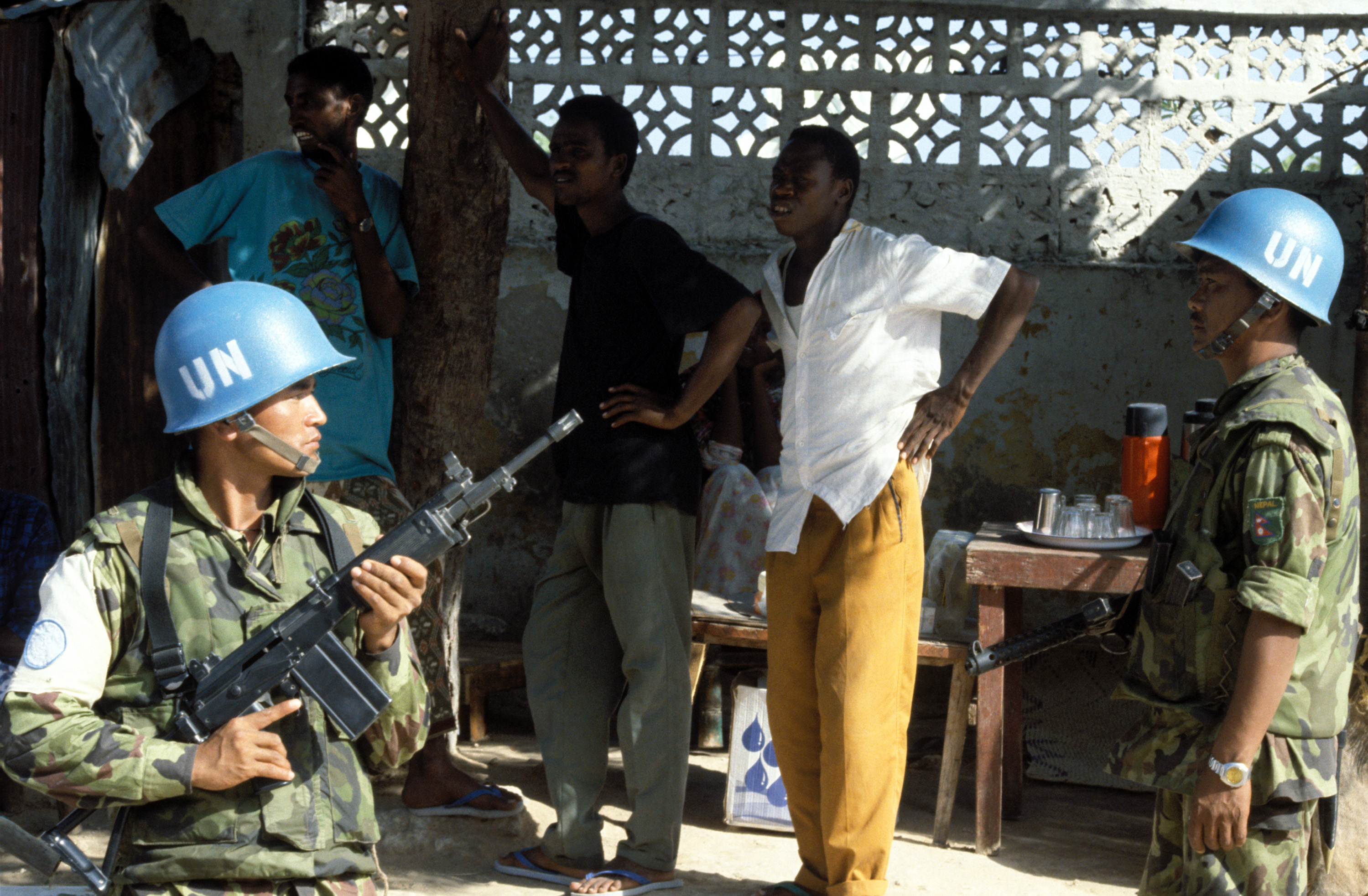
Soldats népalais avec le Galil SAR 7.62 mm.

Si le Galil est minoritaire dans son pays d'origine, il s’est bien diffusé à l'étranger. Il a ainsi été vendu aux armées suivantes :
- Bolivie : Galil Sniper
- Cameroun : Garde présidentielle
- Chili
- Colombie : versions produites localement par Indumil (seule licence autorisée depuis 2006). Les Forces armées colombiennes utilisent depuis 2010 la nouvelle version, le Galil ACE.
- Costa Rica
- Côte d'Ivoire
- Djibouti : Police nationale djiboutienne (Galil AR 7,62)
- Estonie : Début 1990, la nouvelle Armée estonienne acquit des fusils Galil pour son infanterie. Finalement, elle les estime très peu robustes et inférieurs à l'AK-47 car fonctionnant mal au moindre écart de température et à la moindre quantité de sable ou de poussière.
- Guatemala
- Inde : (Special Frontier Force (Galil Sniper)
- Indonésie
- Italie: Emploi du VB-SR par le COMSUBIN en Albanie (1997)
- Mongolie
- Birmanie : L'Armée birmane utilise depuis les années 2000 des FA MA-1(AR), MA-2(SAR) et M3(ARM) produits par les Arsenaux birmans (Ka Pa Sa State Run). Le MA-4 est un MA-1 muni d'un lance-grenades M-203 à demeure.
- Népal
- Nicaragua : livraison sous le régime de Anastasio Somoza Debayle dans les années 1970.
- Paraguay : 450 Galil Indumil et 233 000 cartouches commandés en janvier 2010 pour les forces spéciales de la police pour un montant de 2,6 millions de Guaraní (environ 385 000 euros)[2].
- Pérou[3]
- Philippines
- Portugal : Depuis les années 1980, les Galil AR & Sniper sont en service chez les Parachutistes. Mais la guerre en Afghanistan a remis en première ligne le FBP M/961 modernisés avec des rails Picatinny.
- République dominicaine
- République du Congo sous le régime du président Pascal Lissouba.

## Points faibles
Le principal problème du Galil est son poids. Il est plus lourd que le fusil M16A1, qui pèse 2,9 kg vide contre 3,9 kg pour le Galil. Il est ainsi souvent considéré comme un poids supplémentaire au sein de l'infanterie, bien que sa courte longueur due au chargeur (840/614 mm contre 986 pour le M16A1) l'ait rendu populaire au sein des troupes.
L'arme n'a jamais pris chez les nombreuses forces spéciales d'Israël, qui utilisent l'AK-47 à la fois pour sa robustesse et à cause du poids du Galil. Les unités combattantes ont donc été rééquipées en M16 (nouveau modèle ou modèle mis à jour pour augmenter la solidité et réduire le poids). La compacité du Galil a eu pour conséquence qu'il soit gardé comme arme personnelle (PDW) pour les unités blindées ou pour l'artillerie, car son encombrement réduit est appréciable lors du maniement des armes principales.

## Le Galil au combat
Les premiers emplois au combat du Galil furent durant la guerre du Liban (opération Litani puis opération Paix en Galilée).

## Variantes

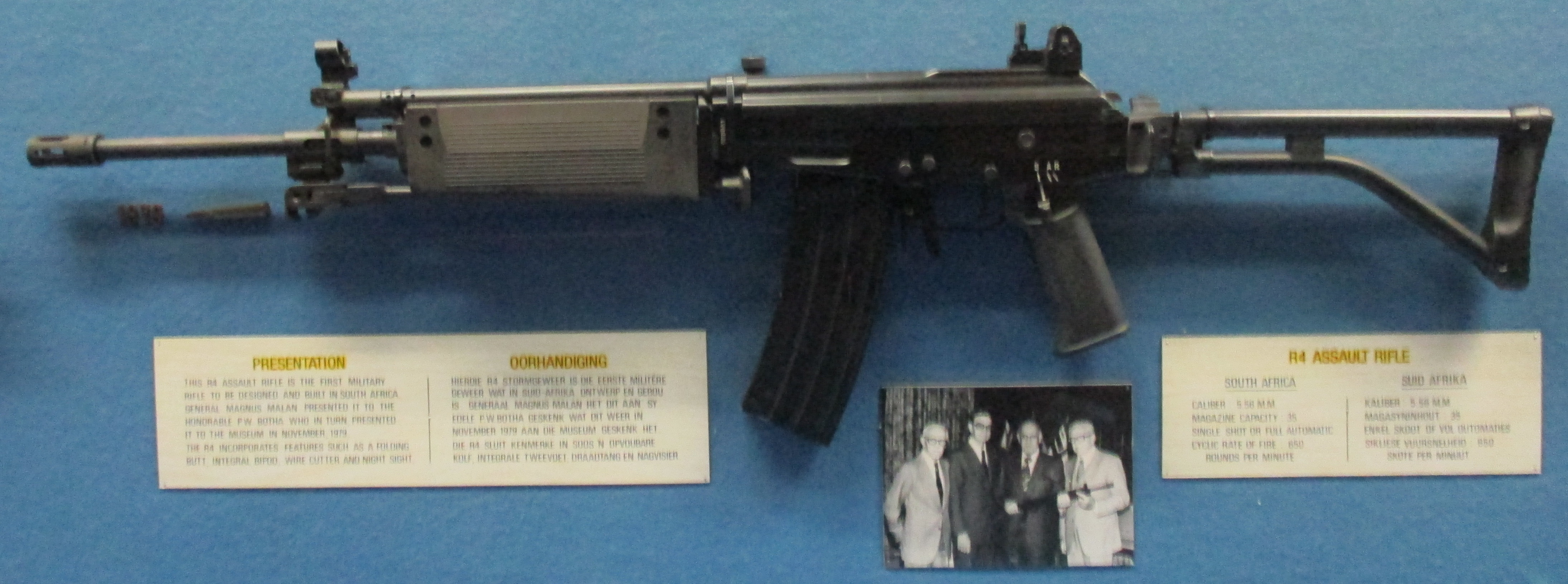
Le Vektor R4, un Galil fabriqué sous licence en Afrique du sud.

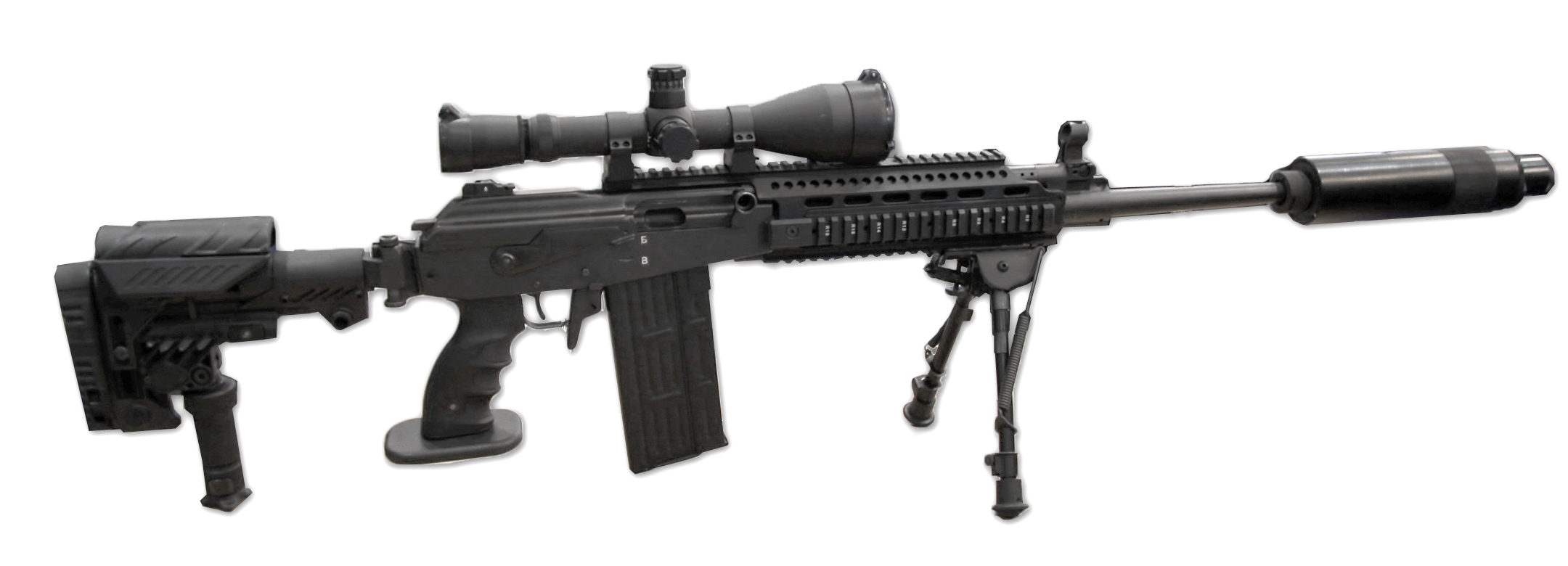
IWI Galil Sniper (Galatz), fusil de précision semi-automatique.

Il existe un certain nombre de variantes du Galil :
- Galil ARM : la version d'origine. Prévue pour servir de FM occasionnel (M pour Machinegun, l'ARM dispose d'une poignée de transport et un bipied. Existe en calibres 5,56 mm et 7,62 mm. Il apparait souvent au cinéma (notamment dans Total Western).
- Galil AR: la version la plus courante. C'est un ARM sans bipied. Mêmes calibres.
- Galil SAR (short) : modèle pour parachutistes et fantassins motorisés muni d'un canon plus court. Tire du calibre 5,56 mm.
- Galil MAR (micro) : qui conserve la structure interne de base avec un châssis totalement différent et un canon encore plus court. On rapporte que cette version est sujette à un échauffement intense et qu'elle devient trop chaude au toucher après un tir automatique soutenu. Une version améliorée est désormais en service auprès des forces spéciales israéliennes pour les opérations clandestines, suffisamment petit pour être caché sous un manteau mais cependant suffisamment puissant.
- Magal : une variante MAR du Galil chambré en .30 US Carbine, avec un nouveau châssis et une nouvelle visée avant, en large circulation au sein de la police d'Israël.
- Galil SASR renommé depuis Galil Galatz possède un canon bien plus long, tire des munitions de calibre 7,62 mm et est conçue pour les snipers ou comme fusil tactique.
- Hadar & Hadar : version tir sportif du Galatz. Crosse monobloc en bois.

| Modèle                 | Munition                                  | Longueur mini/maxi | Masse à vide | Chargeur         |
| ---------------------- | ----------------------------------------- | ------------------ | ------------ | ---------------- |
| SAR 7,62               | 7,62 x 51 mm Otan                         | 68/92 cm           | 3,75 kg      | 20/35 cartouches |
| Sniper 7,62            | 7,62 x 51 mm Otan                         | 84/111,5 cm        | 6,4 kg       | 20/35 cartouches |
| Hadar/Hadar 2          | 7,62 x 51 mm Otan                         | 98 cm              | 4,35 kg      | 20 cartouches    |
| ARM 7,62               | 7,62 x 51 mm Otan                         | 81/105 cm          | 4,45 kg      | 20/35 cartouches |
| MAR 5,56               | 5,56 × 45 mm OTAN                         | 45/89 cm           | 2,95 kg      | 35/50 cartouches |
| SAR 5,56/MA-2          | 5,56 × 45 mm OTAN                         | 62/85 cm           | 3,75 kg      | 35/50 cartouches |
| Bernadelli VB-SR 5,56  | 5,56 × 45 mm OTAN                         | 62/85 cm           | 3,75 kg      | 35/50 cartouches |
| FFV 890C               | 5,56 × 45 mm OTAN                         | 63/86 cm           | 3,5 kg       | 35 cartouches    |
| MA-1/Bernadelli VB-STR | 5,56 × 45 mm OTAN                         | 74/98 cm           | 3,95 kg      | 35 cartouches    |
| MA-4                   | 5,56 × 45 mm OTAN/grenade de 40 mm (M203) | 74/98 cm           | 5,41 kg      | 35 cartouches    |
| Magal                  | .30 US Carbine                            | 46/70 cm           | 3,5 kg       | 30 cartouches    |

## Nouvelle génération: Galil ACE
Présentés en 2009  les nouveaux  Galil ACE sont des versions modernisées munies d'un châssis en polymère, d'un garde-main avec rails à accessoires type Picatinny et d'une crosse télescopique inspirée par celle de la Colt M4. Existe en 5,56 mm (ACE 21/22/23), 7,62 mm M43 (ACE 31/32) et 7,62 mm Otan (ACE 52/53). Depuis 2010, les modèles 21/22/23 produits sous licence en Colombie par Indumil.
| Modèle | Munition     | Longueur mini/maxi | Masse à vide (environ) | Chargeur         | Cadence de tir (théorique) |
| ------ | ------------ | ------------------ | ---------------------- | ---------------- | -------------------------- |
| ACE 21 | 5,56 mm Otan | 65/73 cm           | 2,9 kg                 | 35 cartouches    | 700 coups par minute       |
| ACE 22 | 5,56 mm Otan | 77/85 cm           | 3,3 kg                 | 20/35 cartouches | 700 coups par minute       |
| ACE 23 | 5,56 mm Otan | 88/98 cm           | 3,4 kg                 | 35 cartouches    | 700 coups par minute       |
| ACE 31 | 7,62 mm M43  | 65/73 cm           | 3 kg                   | 30 cartouches    | 650 coups par minute       |
| ACE 32 | 7,62 mm M43  | 82/90 cm           | 3,4 kg                 | 30 cartouches    | 650 coups par minute       |
| ACE 52 | 7,62 mm OTAN | 86/94 cm           | 3,6 kg                 | 20 cartouches    | 650 coups par minute       |
| ACE 53 | 7,62 mm OTAN | 96/104 cm          | 3,7 kg                 | 20 cartouches    | 650 coups par minute       |

## Dérivés et copies
Des licences de fabrication furent vendues à la Colombie (Indumil), à l'Italie (Bernadelli) et à la Suède (Bofors). Le fusil d'assaut R4 sud-africain, développé en 1982, est partiellement basé sur le Galil. Cette version a été la base de plusieurs variantes différentes, le fusil d'assaut R5, le R6 et une mitrailleuse légère. La Croatie en a aussi dérivé les APS-95.

## Dans la culture populaire

### Cinéma

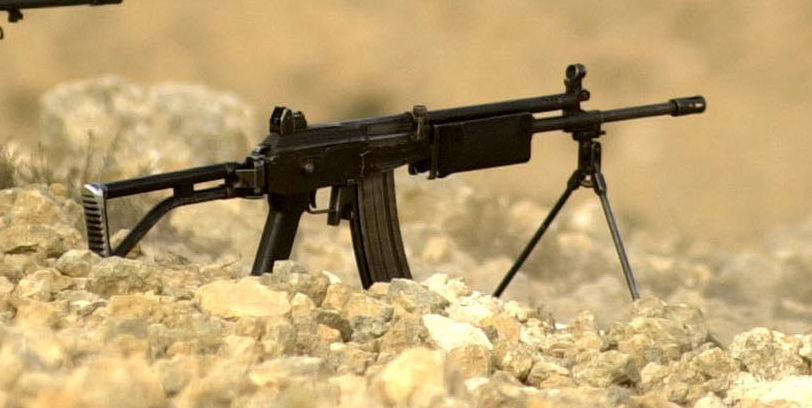
Un Galil en service dans les forces de défense d’Israël en juillet 2000.

- Dans le film Avengers : L'Ère d'Ultron (2015), on aperçoit le Galil (sous sa forme sud-africaine) dans les mains des forces de polices combattants Hulk.
- Il apparaît aussi dans les films Léon (1994), Heat (1995), Way of the Gun (2000) ou Comme les cinq doigts de la main (2010).
- Dans le film d'animation Valse avec Bachir (2008), il apparaît à maintes reprises.

### Jeux vidéo
- Dans Battlefield 4 (« Galil ACE 23 » et « ACE 21 »).
- Dans Battlefield Hardline (« ARM », en finissant la tâche « Syndicat opérateur »).
- Dans Call of Duty: Black Ops (mode solo, multijoueur et zombies), dans Call of Duty: Black Ops II (mode solo et zombies)
- Dans Counter-Strike: Global Offensive et Counter-Strike 2 (pour l’équipe terroriste)
- Dans Counter-Blox: Roblox Offensive.
- Dans Far Cry 3 (Galil ACE 52, sous le nom de « ACE ») et Far Cry 4 (« A52 »)
- Dans Call of Duty: Modern Warfare (« CR-56 AMAX »)
- Dans Narcos: Rise of the Cartels, dans les mains des mercenaires du cartel (Cur@ro)